# Bataillon des canonniers sédentaires de Lille
Le bataillon des canonniers sédentaires de Lille est une unité de l’armée française. Il est l'héritier des traditions de la Confrérie de Madame sainte Barbe. 

## Création et différentes dénominations
Créée le 2 mai 1483, la « confrérie des canonniers et couleuvriniers » de Lille est alors appelée confrérie de sainte Barbe. Elle participe dès lors à la défense de la ville avec les armes de l'artillerie. Ainsi, lorsque Louis XIV fait le siège de la ville, les Canonniers le combattent. Pour récompenser leur courage, et leur habileté, Louis XIV leur garantit le maintien de leurs privilèges, et leur octroie deux canons d'honneur.
En 1708, les canonniers participent, aux côtés des troupes françaises, à la défense de la ville lors du siège de 1708. Le Canonnier maître charron Jacques Boutry s'illustre par son ingéniosité pour réparer la porte d'eau, charnière de la défense lilloise. Il est récompensé par le maréchal de Boufflers qui l'anoblit.
Le siège de 1792, est le fait d'armes plus marquant de l'histoire des Canonniers. La confrérie de Sainte-Barbe a été dissoute, mais les confrères se sont tous engagés volontaires et servent dans le même bataillon "Égalité". La résistance des Lillois est héroïque. Les Canonniers n'ont pas quitté les remparts de tout le siège, y compris le capitaine Charlemagne Ovigneur qui apprend que sa maison et ses ateliers brûlent, et que sa femme accouche la même nuit.
Napoléon Bonaparte rend hommage à cette résistance et c'est en tant que consul qu'il reforme un bataillon distinct de la garde nationale le 31 août 1803, le bataillon des canonniers sédentaires de Lille. Il leur offre deux canons Gribeauval, présentés au musée des canonniers, l'Hôtel qu'ils occupent toujours, et remet au capitaine Ovigneur, la Légion d'honneur.

## Combats et batailles

### Guerre de 1870
Cité à l'ordre de l'artillerie de la place pour sa défense de Lille durant la guerre de 1870, le bataillon est incorporé dans l'armée territoriale en 1875.

### Première Guerre mondiale
Durant la Première Guerre mondiale, les canonniers se battent à Boulogne et Dunkerque, Lille ayant été déclarée ville ouverte.

### Seconde Guerre mondiale
Durant la drôle de guerre, les canonniers sont affectés à la défense anti-aérienne de la zone Lille-Roubaix-Tourcoing. Ils abattent plusieurs avions ennemis.

### De1945à nos jours
En 1983, le bataillon est réorganisé en tant qu'unité de réserve, avant d'être reconnu comme corps de mobilisation de l'armée française en 1989. À partir de 1997 et de la professionnalisation de l'armée, le bataillon est en attente de mission. Il est dissous en janvier 2015 mais son étendard participe toujours aux manifestations telles que le défilé du 14 juillet à Lille, ou les célébrations de sa sainte patronne sainte Barbe.

## Faits d'armes portés sur l'étendard du bataillon

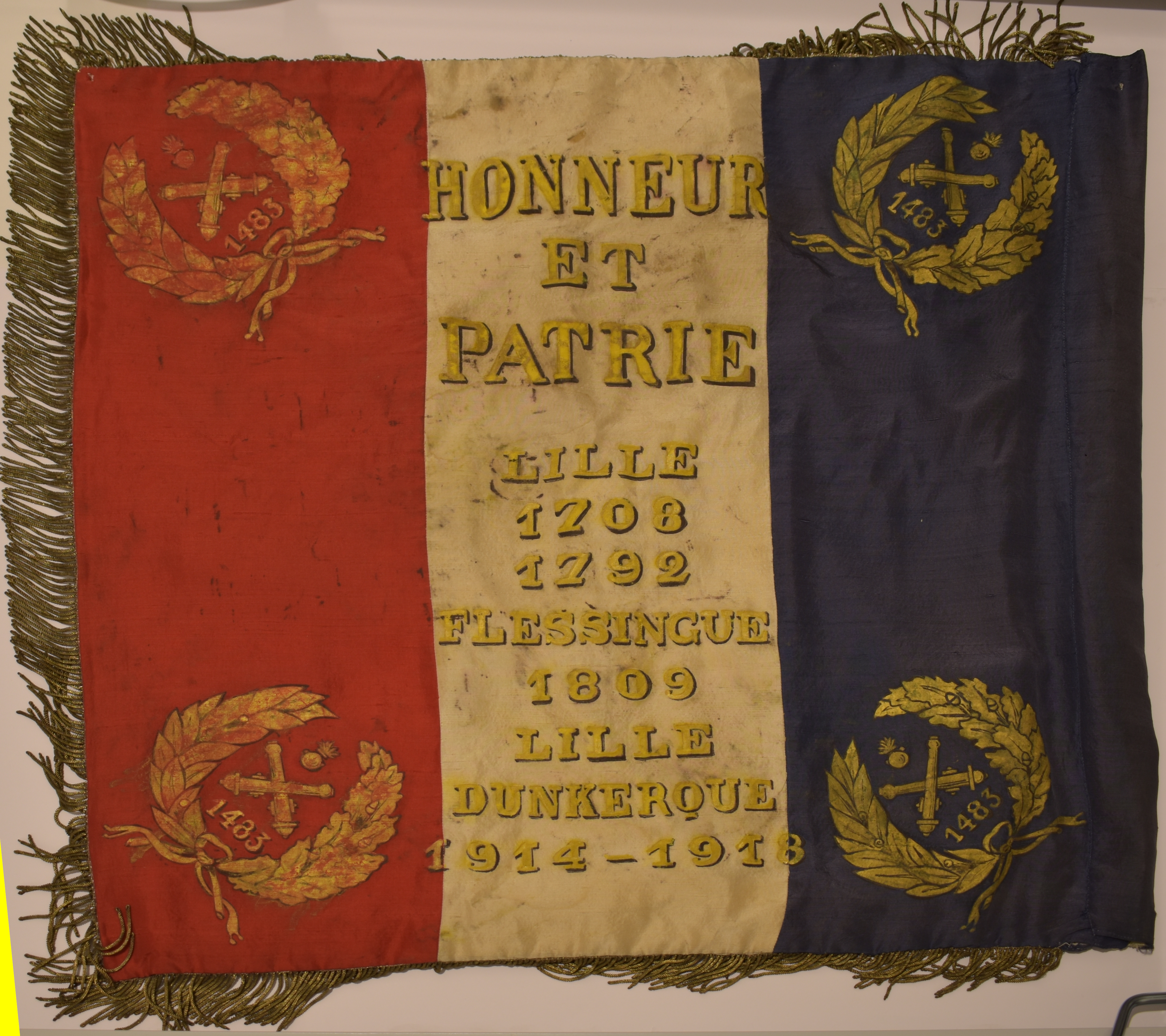
L'étendard du bataillon vers 1935

- Lille 1792
- Dunkerque 1914-1918
- Boulogne 1940

## Personnalités célèbres
- Charlemagne Ovigneur
- Carlos Batteur
- César Baggio[2]
- Charles Delesalle (homme politique, 1850-1929)[3]